# Liste der Monuments historiques in Villeneuve-Loubet
Die Liste der Monuments historiques in Villeneuve-Loubet führt die Monuments historiques in der französischen Gemeinde Villeneuve-Loubet auf.

## Liste der Bauwerke
| Bezeichnung                  | Beschreibung                       | Standort                    | Kennzeichnung | Schutzstatus | Datum | Bild           |
| ---------------------------- | ---------------------------------- | --------------------------- | ------------- | ------------ | ----- | -------------- |
| Manoir de Vaugrenier         | Herrenhaus aus dem 17. Jahrhundert | Chemin de Vaugrenier (Lage) | PA00080952    | Classé       | 1992  | weitere Bilder |
| Château de Villeneuve-Loubet | Burganlage, 13. Jahrhundert        | (Lage)                      | PA00080925    | Inscrit      | 1986  | weitere Bilder |
| Tour de la Madone            |                                    | Le Jas de Madame (Lage)     | PA00080953    | Inscrit      | 1989  |                |

## Liste der Objekte
| Bezeichnung                | Beschreibung            | Standort | Kennzeichnung | Schutzstatus | Datum | Bild |
| -------------------------- | ----------------------- | -------- | ------------- | ------------ | ----- | ---- |
| Gallo-römische Gedenktafel | im ehemaligen Pfarrhaus |          | PM06001286    | Classé       | 1911  |      |